# You Need Me, I Don't Need You
You Need Me, I Don't Need You is de derde single van het debuutalbum + van de Britse singer-songwriter Ed Sheeran. Tijdens het Glastonbury Festival van 2011 kondigde Sheeran aan dat "You Need Me" de volgende single zou worden. Het nummer behaalde de vierde positie in de Britse hitlijsten, en de 19e positie in Ierland.

## Nummers
| Nr. | Titel                                                    | Duur |
| --- | -------------------------------------------------------- | ---- |
| 1.  | You Need Me, I Don't Need You                            | 3:40 |
| 2.  | You Need Me, I Don't Need You (Live Ustream Version)     | 6:51 |
| 3.  | You Need Me, I Don't Need You (feat. Wretch 32 & Devlin) | 3:03 |
| 4.  | You Need Me, I Don't Need You (Loadstar Remix)           | 5:01 |
| 5.  | You Need Me, I Don't Need You (Gemini Remix)             | 4:30 |